# Лейк, Джерард, 1-й виконт Лейк
Джерард Лейк, 1-й виконт Лейк (англ. Gerard Lake, 1st Viscount Lake; 27 июля 1744 — 20 февраля 1808) — главнокомандующий британскими вооружёнными силами в Индии.

## Биография
Родился 27 июля 1744 года в Харроу, происходил от знатного и древнего английского рода.
В 1758 году он вступил прапорщиком в 1-й гвардейский полк, и в Семилетнюю войну отличился особенным хладнокровием и неустрашимостью, за отличие в 1762 году был произведён в лейтенанты.
Впоследствии он служил адъютантом у генерала Пирсона, отправился, под начальством графа Корнуоллиса, в Америку, и за храбрость, оказанную им в войне с Соединёнными Штатами, а именно в сражении при Йорктауне, получил звание королевского генерал-адъютанта. Также за это время он получил чины капитана (в 1776 году), майора (в 1784 году) и подполковника (в 1792 году); некоторое время он командовал 53-м пехотным полком.
В 1793 году в чине бригадира, Лейк сражался в Голландии, и отличился в сражениях при Виллемстадте и Алкмааре. В 1797 году Лейк был произведён в генерал-лейтенанты и послан в Ирландию, в которой происходили беспорядки, возбуждаемые французами; он немедленно принял строгие меры к подавлению восстания, и 31 июня 1798 года разбил ирландских мятежников, a 8 сентября, вместе с лордом Корнуоллисом, нанёс поражение французам, произведшим высадку в Ирландию.
Назначенный в 1800 году главнокомандующим над английскими войсками в Ост-Индии он преобразовал армию, ужесточил в ней дисциплину и в 1802 году был произведён в полные генералы.
В 1803 году Лейк начал войну с маратхами, разбил генерала Перрена, который командовал армией маратха (в которой было много французских офицеров) и 11 сентября разбил армию генерала Буркина в сражении при Дели. Лейк вступил в этот город и освободил Великого могола Шах-Алама томившегося в неволе. 17 октября 1803 года Лейк взял Агру и, для утверждения владычества Англии над всеми подвластными моголу землями, намеревался уничтожить небольшое регулярное войско которое еще оставалось у предводителя маратхов Даулат-рао-Синдиа. Совершив весьма тяжёлый поход, Лейк разбил эту армию в кровопролитном сражении 1 ноября 1803 года в сражении при Ласвари.
Между тем генерал-майор Уэлсли (впоследствии герцог Веллингтон) также с успехом сражался с маратхами и 23 сентября, при Ассие, одержал победу над неприятелем, силы которого втрое превосходили английское войско. Синдхиа и его могущественный союзник, раджа Берарский, вынуждены были просить мира и уступили Англии несколько областей. Но мир вскоре был нарушен.
Яшвант-рао-Голкар и союзные ему мелкие маратхские князья снова открыли военные действия против англичан и, невзирая на претерпеваемые ими поражения, успели нанести немало вреда англичанам.
Лорд Лейк, взяв Рампуру, вынудил Голкара снять осаду с Дели. Маратхский полководец перенёс театр войны в английские владения, но Лейк разбил его 17 ноября при Феррух-Абаде, а генерал Фрезер 13 ноября нанёс поражение индийской пехоте при крепости Диг. Английская пехота и кавалерия соединились близ Мутры, осадили крепость Диг и взяли её 24 декабря. Потом английские войска устремились против союзника Голкара, раджи Буртпурского, и осадили его столицу Амритсар, защищаемую сильной крепостью. Гарнизон мужественно отражал все нападения англичан; тщетно Голкар и его союзники употребляли все усилия, чтобы отбиться от осаждавших их англичан. Раджа, для сохранения крепости за собой, вынужден был в 1805 году заключить мир с англичанами.
Вскоре и прочие маратхские вожди, осознав невозможность сопротивляться, стали просить мира. Лорд Лейк 7 января 1806 года заключил с Голкаром договор, ослабивший могущество маратхов и вполне упрочивший господство Ост-Индской компании.
Введя много учреждений для управления завоёванными провинциями, Лейк в феврале 1807 года из Калькутты отправился в Англию.
Английский король осыпал его милостями, дал ему звание барона Делийского и Ласварийского, а впоследствии титул виконта и губернатора Плимута. Но Лейк вскоре умер 20 февраля 1808 года в Лондоне.